# Gerry Ashworth
Gerry Ashworth (Estados Unidos, 1 de mayo de 1942) fue un atleta estadounidense, especializado en la prueba de 4 x 100 m en la que llegó a ser campeón olímpico en 1964.

## Carrera deportiva
En los JJ. OO. de Tokio 1964 ganó la medalla de oro en los relevos de 4 x 100 metros, con un tiempo de 39.0 segundos que fue récord del mundo, llegando a meta por delante de Polonia (plata) y Francia (bronce), siendo sus compañeros de equipo: Paul Drayton, Richard Stebbins y Bob Hayes.